# 王神念
王神念（451年—525年），太原祁县人，北魏、南梁官员。
王神念自小喜歡儒術，尤其明瞭內典。他在北魏自州主簿起家，很快轉遷為潁川太守，於是據郡向南梁投誠。魏軍攻到，他和家屬渡過長江，受封南城縣侯，食邑五百戶。不久就除授安成內史，歷任武陽、宣城內史，治理的成績不錯。轉為太僕卿，外任持節、都督青冀二州諸軍事、信武將軍、青冀二州刺史。
王神念個性剛直，任職的州郡一定禁止淫祠，其時青州冀州東北有一座臨海的石鹿山，有一間神廟用巫術欺騙百姓，浪费人力物力。他來到後就下令毀壞神廟，於是當地風俗改正。普通年間，南梁北伐，徵任為右衛將軍。普通六年（525年）轉使持節、散騎常侍、爪牙將軍，仍然擔任右衛將軍，不久病死，虛歲七十五，贈本官、衡州刺史，給與一部仪仗，谥号庄，梁元帝初年追贈侍中、中書令，改諡忠公。。
他年少就熟習騎射，到老年也並未退步，曾在梁武帝前手執刀和盾牌，左右交錯，騎馬來往，冠絕同儕。

## 家族

### 父亲
- 王冏，北魏度支尚书、广阳侯

### 兄弟
- 王神感，在北齐为官[8]。

### 夫人
- 魏氏，谥号贞敬太夫人[9]

### 子女
- 長子，王尊業，官至太僕卿，死後追贈信威將軍、青、冀二州刺史，儀仗一部[6][7]
- 次子，王僧辯[6][7]
- 某子，王僧略[10]
- 某子，王僧智[10]
- 某子，王僧愔[10]
- 某子，王僧修[10]，北周刺史[11]。

## 引用
1. 1 2  《梁書·卷三十九·列傳第三十三》：王神念，太原祁人也。少好儒術，尤明內典。仕魏起家州主簿，稍遷潁川太守，遂據郡歸款。魏軍至，與家屬渡江，封南城縣侯，邑五百戶。頃之，除安成內史，又歷武陽、宣城內史，皆著治績。還除太僕卿。出爲持節、都督青、冀二州諸軍事、信武將軍、青、冀二州刺史。
2. 1 2  《南史·卷六十三·列傳第五十三》：王神念，太原祁人也。少好儒術，尤明內典。仕魏位潁川太守，與子僧辯據郡歸梁，封南城縣侯。曆安成、武陽、宣城內史，皆著政績。後為青、冀二州刺史。
3. ↑  《金石录》·卷二十二》：右《后周乌丸僧修墓志》。僧修本姓王氏，梁南城侯神念之子，太尉僧辩之弟。后归周，仕为温州刺史，卒。《元和姓纂》及《唐史·宰相世系表》皆云：神念父冏为护乌丸校尉，因号乌丸王氏。今《墓志》乃云：“僧修归周，赐姓乌丸。”又诸书皆云神念谥壮，而《墓志》作“庄”，《唐表》云“僧修生景孝”，而《墓志》云“名祥，字景孝”，皆当以《墓志》为正。
4. ↑  《梁書·卷三十九·列傳第三十三》：神念性剛正，所更州郡必禁止淫祠。時青、冀州東北有石鹿山臨海，先有神廟，妖巫欺惑百姓，遠近祈禱，糜費極多。及神念至，便令毀撤，風俗遂改。普通中，大舉北伐，徵爲右衛將軍。六年，遷使持節、散騎常侍、爪牙將軍，右衛如故。遘疾卒，時年七十五。詔贈本官、衡州刺史，兼給鼓吹一部。諡曰壯。
5. ↑  《南史·卷六十二·列傳第五十二》：褧少傳家業，強力專精，手不釋卷。沛國劉瓛為儒者宗，嘉其學，深相賞好。與樂安任昉善，昉亦推重之。梁天監初，詔通儒定五禮，有舉褧修嘉禮，除尚書祠部郎。時創定禮樂，褧所建議，多見施行。兼中書通事舍人，每吉凶禮，當時名儒明山賓、賀瑒等疑不能斷者，皆取決焉。
6. 1 2 3  《梁書·卷三十九·列傳第三十三》：神念少善騎射，旣老不衰，嘗於高祖前手執二刀楯，左右交度，馳馬往來，冠絕羣伍。……子尊業，仕至太僕卿。卒，贈信威將軍、青、冀二州刺史，鼓吹一部。次子僧辯，別有傳。
7. 1 2 3  《南史·卷六十二·列傳第五十二》：神念少善騎射，及老不衰。嘗于武帝前手執二刀楯，左右交度，馭馬往來，冠絕群伍。……神念長子遵業，位太僕卿。次子僧辯。
8. ↑  刘禹锡《代郡開國公王氏先廟碑》後魏度支尚書廣陽侯冏.廣陽有二子.神念.神感.神念南奔梁.神感北仕齊.
9. ↑  《梁书·卷四十五·列传第三十九》：顷之，丁母太夫人忧，世祖遣侍中谒者监护丧事，策谥曰贞敬太夫人。夫人姓魏氏。神念以天监初董率徒众据东关，退保合肥漅湖西，因娶以为室，生僧辩。性甚安和，善于绥接，家门内外，莫不怀之。初，僧辩下狱，夫人流泪徒行，将入谢罪，世祖不与相见。时贞惠世子有宠于世祖，军国大事多关领焉。夫人诣阁，自陈无训，涕泗呜咽，众并怜之。及僧辩免出，夫人深相责励，辞色俱严，云:“人之事君，惟须忠烈，非但保祐当世，亦乃庆流子孙。”及僧辩克复旧京，功盖天下，夫人恒自谦损，不以富贵骄物。朝野咸共称之，谓为明哲妇人也。及既薨殒，甚见愍悼。
10. 1 2 3 4  和庆锋. .  (PDF) (博士论文). 上海师范大学. 2013-00-00  [2020-07-07]. （原始内容存档于2019-05-05） （简体中文）.
11. ↑  《金石录·卷二十二》後周温州刺史烏丸僧修墓誌 右後周烏丸僧修墓誌.僧修本姓王氏.梁南城侯神念之子.太尉僧辯之弟.歸後周.仕為温州刺史.卒……

## 延伸阅读
[在维基数据编辑]
 《梁書·卷39》，出自姚思廉《梁書》
 《南史/卷63》，出自李延壽《南史》